# Villa Sara
Villa Sara est une ville de l'Uruguay située dans le département de Treinta y Tres. Sa population est de 1 056 habitants.

## Histoire
La ville a été fondée en 1913 par Luisa Goicochea.

## Population
| Année | Population |
| ----- | ---------- |
| 1963  | 152        |
| 1975  | 635        |
| 1985  | 635        |
| 1996  | 972        |
| 2004  | 1 056      |

Référence,.